# Macrothele incisa
Macrothele incisa là một loài nhện trong họ Hexathelidae. Loài này phân bố ở Congo.